# Свято-Миколаївська церква (Запілля)
Свято-Миколаївська церква в селі Запілля — православний храм (УПЦ МП) у селі Запілля Любомльського району Волинської області, згадки  про перший храм датуються 1531 роком.

## З історії церкви
Найдавніший фіскальний документ, який стосується Любомльського староства належить до 1531 року. Це – реєстр вибору ланового, але, очевидно, не з усього населення, а тільки з духовенства та мельників. Він фіксує в складі староства місто та 26 сіл. Церкви знаходилися в Любомлі, Олеську, Куснищах, Шацьку, Світязі, Головному, Любохинах, Чемні, Запіллі, Полапах, Ощі, Новосельцях, Лукові, Підгородні, Мошур, тобто одна церква приходилася приблизно на два села.

Наступний храм у селі Запілля  збудований у 1763 році. Був дерев’яний у вигляді корабля, дзвіниця була побудована окремо.  Простояв цей храм до 1944 року, 18 березня поляки підпалили найперше церкву, а потім спалили село. Дзвіницю, так як вона стояла окремо, на другий день підпалили німці.
 
Після святкування 1000-ліття Хрещення Русі у 1988 році, почалося потепління у відношенні сповідування віри з боку держави. По містах і селах почало більш відкрито відновлюватися релігійне життя: реставрувались храми, будувались нові. Ця хвиля не оминула і село Запілля Любомльського району.
 
У 1994 році на зборах жителів с. Запілля було вирішено розпочати збір коштів на побудову нового храму і зареєструвати громаду майбутнього Свято-Миколаївського храму с. Запілля.

Статут громади затверджено архієпископом Луцьким і Волинським Ніфонтом 16 грудня 1994 року. Свідоцтво про реєстрацію релігійної громади видане 27 січня 1995 року.
 
Оскільки  у ці роки була нестабільна економічна ситуація в Україні, то декілька років збирали кошти, ходили колядувати. І тільки в 1998 році, коли залишились гроші після виборів, на зборах жителів було вирішено за ці кошти придбати цеглу і почати заливати фундамент нового храму.
 
Було освячено місце і почались роботи. Коли копали траншеї для фундаменту, то наткнулись на фундамент від церкви, що згоріла. Багато було відкопано людських останків, які пізніше перезахоронили. Спочатку обов’язки по організації будівництва храму були покладені на  Оксентюка Володимира Павловича.
 
У 2000 році був вибраний староста Сахарук Володимир Сергійович, який брав безпосередню участь у керівництві новобудови. У тому ж році бригада з смт. Головно почала зводити стіни церкви з червоної цегли з середини і облицювальної із зовні.
 
У 2000 році парафіяни неодноразово зверталися до благочинного Любомльської округи прот. Василія Мельничука з проханням посприяти у тому, щоб призначили священика для їхньої громади, для проведення богослужінь.
 
Указом від 17 листопада 2000 року священик Олег Кликоцюк був звільнений з посади настоятеля церкви Собору Пресвятої Богородиці с. Бужковичі Іваничівської округи і призначений настоятелем Свято-Миколаївської церкви с. Запілля Любомльської округи.  20 листопада 2000 року отець Олег був представлений громаді благочинним Любомльської округи.

Спочатку богослужіння проводилися у приміщені колгоспної контори. Але та оскільки кімната, яка була відведена громаді, була малою і не вміщала всіх бажаючих, то для богослужінь було надано у тимчасове користування кінозал у місцевому клубі, де протягом трьох років звершувалось богослужіння.
 
За три роки з 2000 по 2003 роки було проведено такі роботи: добудовано коробку храму, сконструйовано дерев'яний верх з куполами бригадою на чолі з Артемом Володимиром Володимировичем, покрито бляхою покрівлю Цвидом Федором, підбито стелю гіпсокартоном, встановлено вікна і двері, проведено світло, поштукатурено стіни всередині, покладено підлогу.
 
У листопаді 2003 року із тимчасового приміщення перейшли служити у храм. Наступні три роки велися роботи по благоустрою всередині і зовні храму: встановлено іконостас, придбано і пожертвувано розп’яття, гробниця, анолойчики, підсвічники, панікадило, і інші речі потрібні для церковного вжитку.
 
16 грудня 2006 року архієпископом Володимир-Волинським і Ковельським Симеоном було освячено храм і престол у честь святителя Миколая Чудотворця.

## Перелік парохів
Список священиків церкви с. Запілля і відомі роки їх служіння

1772 рік – Петро Скибицький;

1844- 1861 рік – Лев Федорович Глинський;

по 1908 рік – Николай Гвоздіковський;

1908 рік – Андронік Манковський;

1922 рік – Василь Собуцький;

20.05.1930 – 05.10.1932 рік – Прибіт Федір Якович;

1932 рік – Степан Войтюк;

1936 – 1937 рік – Володимир Давидович.